# Закликовская, Софья Людвиговна
Со́фья Лю́двиговна Заклико́вская (4 апреля 1899, Санкт-Петербург — 1 марта 1975, Ленинград) — советский живописец, график и прикладник, член Ленинградского Союза художников.

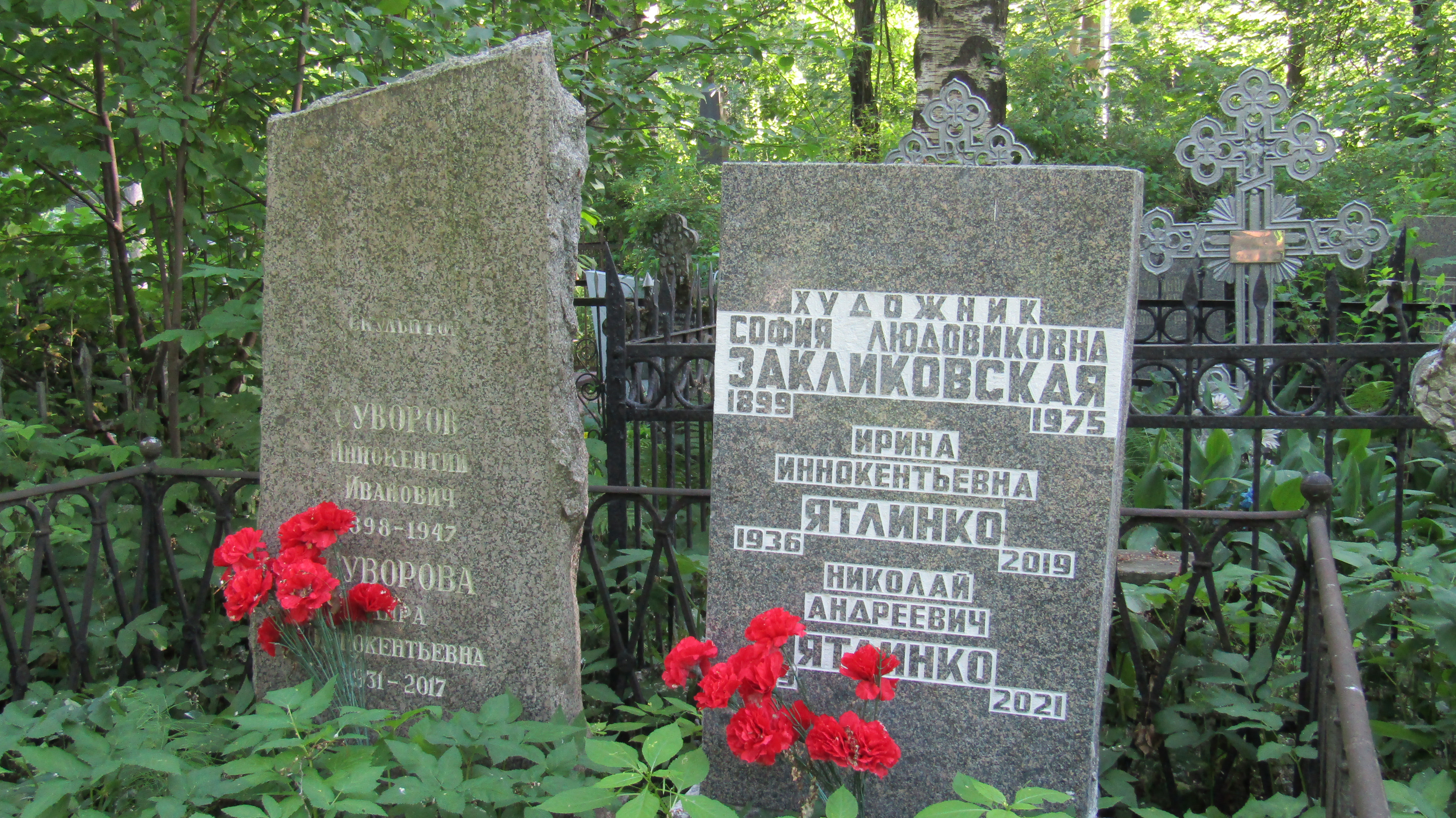
Могила Закликовской С. Л. Серафимовское кладбище, Санкт-Петербург.

## Биография
Родилась в Санкт-Петербурге.
В 1919—1921 училась в Государственных свободных художественных мастерских во Пскове.
В 1922 поступила во ВХУТЕИН, занималась у М. В. Матюшина и П. Н. Филонова.
В 1926 окончила живописный факультет института. Занималась станковой и монументальной живописью, графикой и прикладным искусством.
В 1927—1932 годах член и экспонент группы Мастеров аналитического искусства, руководимой П. Филоновым.
В 1927 г. вместе с коллективом «Мастеров аналитического искусства» (МАИ) под руководством П. Н. Филонова оформляла Дом Печати. Участвовала в выставках МАИ.
В 1932-33 гг. участвовала в совместной работе МАИ , оформлении издания финского эпоса «Калевала» : Калевала. М.; Л.: Academia, 1932. Суперобложка первого издания была коллективной работой, в которой участвовали: Т. Глебова, А. Порет, Е. Борцова, К. Вахрамеев, С. Закликовская, П. Зальцман, Н. Иванова, Э. Лесов, М. Макаров, Н. Соболева, Л. Тагрина, М. Цыбасов. Кроме этого, С. Л. Закликовской сделаны заставка на с. 148, постраничные иллюстрации на с. 192—193.
С 1932 член Ленинградского Союза художников.
Жена скульптора Иннокентия Ивановича Суворова (1898—1947). Мать скульптора Киры Иннокентьевны Суворовой (1931—2017). Сестра подполковника Владимира Людвиговича Закликовского (1885—1918). Зять — художник Александр Сергеевич Столбов.
Скончалась 1 марта 1975 года в Ленинграде на 76-м году жизни и была похоронена на Серафимовском кладбище.
Произведения С. Л. Закликовской находятся в Русском музее, в музеях и частных собраниях в России и за рубежом.